# 網走郵便局
網走郵便局（あばしりゆうびんきょく）は北海道網走市にある郵便局。民営化前の分類では集配普通郵便局であった。

## 概要
住所：〒093-8799 北海道網走市南4条東3丁目8

## 沿革
- 1875年（明治8年）1月6日 - 網尻（あばしり）郵便局（五等）として開設[1]。
- 1876年（明治9年） - 網走郵便局に改称[1]。
- 1890年（明治23年）7月16日 - 為替・貯金取扱を開始[1]。
- 1891年（明治24年）2月16日 - 網走郵便電信局となる[1][2]。
- 1903年（明治36年）4月1日 - 通信官署官制の施行に伴い網走郵便局となる[1][3]。
- 1921年（大正10年）2月6日 - 等級を三等から二等に改定[4]。
- 1960年（昭和35年）2月14日 - 電話通話および和文電報受付事務の取扱を開始[5]。
- 1970年（昭和45年）10月 - 局舎新築落成。
- 1993年（平成5年）7月1日 - 外国通貨の両替および旅行小切手の売買に関する業務取扱を開始。
- 2006年（平成18年）10月10日 - 卯原内郵便局、呼人郵便局、藻琴郵便局から集配業務を移管[6]。
- 2007年（平成19年）10月1日 - 民営化に伴い、併設された郵便事業網走支店に一部業務を移管。
- 2012年（平成24年）10月1日 - 日本郵便株式会社の発足に伴い、郵便事業網走支店を網走郵便局に統合。
- 2015年（平成27年）8月31日 - 浦士別郵便局から「099-35xx」区域の集配業務を移管。

## 取扱内容
- 郵便、印紙、ゆうパック、チルドゆうパック、内容証明
- 貯金、為替、振替、振込、国際送金、外貨両替・トラベラーズチェック、国債、投資信託
- 生命保険、バイク自賠責保険、自動車保険、がん保険、引受条件緩和型医療保険
- ゆうちょ銀行ATM
- 網走市内全域の集配業務
- ゆうゆう窓口

## 周辺
- 網走市役所
- 網走警察署
- 国道39号
- 国道244号
- 網走川

## アクセス
- JR石北本線・釧網本線 網走駅から東へ約1.5km（徒歩約18分）、釧網本線 桂台駅から北へ約600m（徒歩約7分）
- 網走バス 東3丁目停留所下車
- 駐車場あり：8台